# Kūh-e Sīālān
Kūh-e Sīālān (persiska: کوه سیالان) är ett berg i Iran.   Det ligger i provinsen Mazandaran, i den norra delen av landet, 110 km nordväst om huvudstaden Teheran. Toppen på Kūh-e Sīālān är 3 717 meter över havet.
Terrängen runt Kūh-e Sīālān är huvudsakligen mycket bergig. Runt Kūh-e Sīālān är det ganska tätbefolkat, med 116 invånare per kvadratkilometer. Närmaste större samhälle är Henīz, 7,9 km sydväst om Kūh-e Sīālān. Trakten runt Kūh-e Sīālān består i huvudsak av gräsmarker.